# Gray's Anatomy (film)
Gray's Anatomy is een Amerikaanse film uit 1996 onder regie van Steven Soderbergh. De film is volledig opgebouwd uit monologen van theatermaker Spalding Gray en is opgenomen over een periode van tien dagen.

## Productie
De titel van de film is ontleend aan het klassieke boek Gray's Anatomy over de menselijke anatomie, oorspronkelijk geschreven door Henry Gray in 1858. De opnames vonden plaats gedurende tien dagen eind januari 1996, tijdens een pauze die Soderbergh had tijdens de postproductie van zijn vorige film Schizopolis.